# 萬年路
萬年路為臺灣臺南市市區東西向次要道路之一。西起明興路，東至明興路619巷，全長約1.8公里。

## 概述
萬年路為台南市南區灣裡地區之重要道路，為聯絡灣裡市區與永成路之重要道路。原為明興路的巷道，2010年後因鄰近的舉喜市地重劃區開闢後更名為萬年路，並將原2線道路拓寬成雙向4線道。

## 行經行政區域
- 南區

## 沿途設施
- 臺南市立南寧高級中學
- 台南市公共自行車-YouBike2.0南寧高中
- 舉喜市地重劃區
- 臺南市政府環境保護局南區清潔隊

## 本路段客運
- 市區公車[1]

| 編號 | 路線                       | 本路段公車站     |
| ---- | -------------------------- | ---------------- |
| 1    | 臺南車站－茄萣／崎漏電信局 | 南寧高中（繞駛） |